# 北京法源寺
《北京法源寺》是一本歷史題材小說，此書是著名作家李敖在臺灣所創作的第一部長篇小說作品。2000年2月此作品獲他人推薦為諾貝爾文學獎提名項目，同时修订出版。
李敖在狱中构思故事梗概，在1976年出狱后开始写作，成書於1991年。小说以北京城的法源寺为故事背景，描述了从1898年戊戌变法到1911年辛亥革命前後，康有为、梁启超、譚嗣同、大刀王五等一批中国志士为中国的振兴所做出的努力和活動。2015年，中国国家话剧院导演田沁鑫将此小说改编成话剧。

## 创作原由
1960年代，李敖由法源寺的原名“悯忠寺”而产生灵感，书名《北京法源寺》是1970年代在狱中决定的。李敖在1976年出狱后开始写作，创作了一部记述百日维新後谭嗣同就义过程的长篇小说。小说以北京宣武区的法源寺为故事背景，描述了从1898年戊戌变法到1911年辛亥革命前後，康有为、梁启超、譚嗣同、大刀王五等一批中国志士为中国的振兴所做出的努力和活動。

### 諾貝爾文學獎提名
2000年1月，李敖宣称《北京法源寺》被提名諾貝爾文學獎。旅居瑞典的中国海外作家茉莉表示諾貝爾文學獎沒有提名委員會，也不會寫信通知被提名者。诺奖官网說提名名单保密50年。後來李敖本人表示，只要任一所大學教授推薦你的書就能入圍。

## 文學風格
1991年, 李敖於《北京法源寺》後记中提到，该书“不愿成为新潮派的技巧小说”或“‘清宫秘史’式的无聊小说”，因此“详人所略、略人所详”，有些地方“也就不多费笔墨”；有些地方“该大力发挥的，也不避萧伯纳剧本《一人演说》之讥”。
关于《北京法源寺》的主题和内涵，李敖聲称內容很丰富，他表示全书以具象的、至今屹立的古庙为纵线，並且以抽象的、烟消云散的历朝各代的史事人物为横剖，“写了四百多个小主题、小单元，如生死、鬼神、家国、君臣、朝野、夷夏、忠奸等，都有十分精辟的见解。”他说他写的就是一部哲理小说，是用文学的手法来表现，几乎全写男性的豪侠、男性的忠义、男性的决绝、男性的悲壮，以及男性的思想与行动，因此他聲稱这种强烈表达思想的小说在内容丰富程度方面上是十分罕见的。李敖在本书后记中提到：「《北京法源寺》中的史事人物，都以歷史考證做為底子。它的精確度, 遠在歷史教授們之上。」

## 李敖的法源寺之行

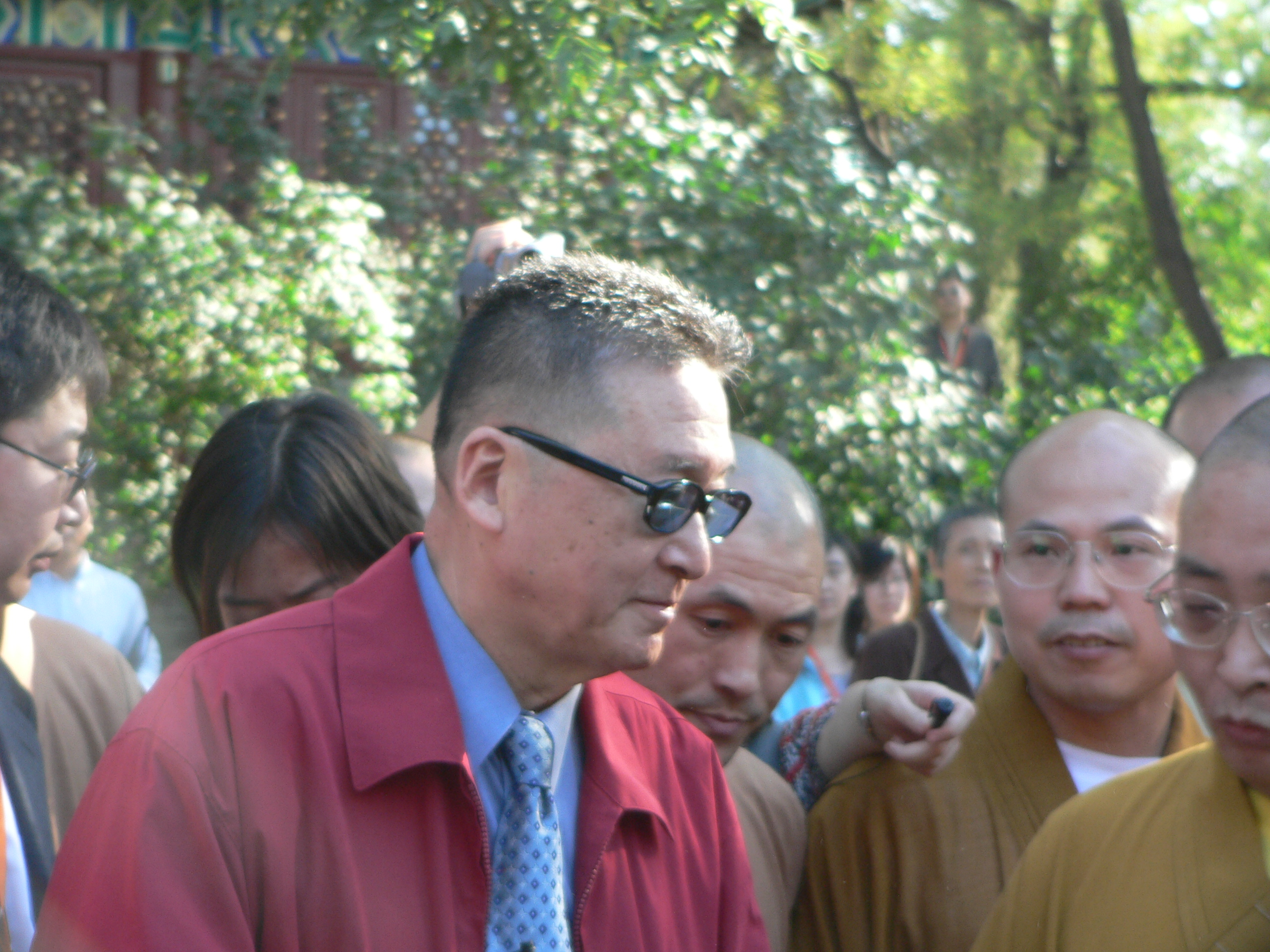
李敖在僧众的陪同下遊覽法源寺

《北京法源寺》作品在2000年获得诺贝尔文学奖的提名，为李敖和法源寺都带来了巨大的声望。2005年李敖赴中国大陆展开“神州文化之旅”，特意到法源寺参观。

## 評價

### 負面評價
著名作家楊照於2000年2月評述説：「李敖在一般概念下的文學作品，嚴格說來只有《北京法源寺》這本小說了。李敖自己大言夸夸，自欣自懌說《北京法源寺》是什麼樣了不起的曠世巨著，結果反而使得文學界的人心生反感，望而卻步；非文學界的人慕名而來，卻只見滿紙議論，既無情節也少有戲劇起伏，讀完只覺頭痛和失望。……不過就其鋪陳晚清時期思想互相衝激的用心，的確有些難得建樹。」
雖然李敖聲稱該書的歷史準確度甚高，但是仍有一些讀者對此提出質疑，並且表示其認為該書過度吹捧著名學者康有為，也表示其認為該書故意忽略康有為賣國、崇洋媚外和過着奢華生活的事蹟等等。